# Global Digital Compact
Il Global Digital Compact (in italiano, Accordo Digitale Globale) è un'iniziativa proposta dell'agenda pubblica del Segretario Generale dell'ONU, António Guterres. L'obiettivo di questo accordo è di assicurare che le tecnologie digitali siano utilizzate responsabilmente e per il beneficio di tutti, combattendo così il divario digitale e incentivando un ambiente digitale sano e inclusivo.

## Retroscena e origini
A seguito di consultazioni con oltre un milione di partecipanti da tutto il mondo, gli stati membri ONU hanno adottato una dichiarazione che enfatizza l'importanza di migliorare la cooperazione digitale. In risposta, il rapporto del Segretario Generale, con la sua agenda pubblica, ha proposto un incontro denominato Summit of the Future, per avviare un percorso tecnologico che porti alla concretizzazione di un Global Digital Compact.
Una prima guida per il procedimento venne pubblicata il 16 gennaio  2023. Il 17 gennaio 2023, il Presidente dell'Assemblea generale delle Nazioni Unite incaricò il Ruanda e la Svezia come facilitatori per guidare il processo intergovernativo verso il Global Digital Compact.
Come parte del processo consultivo, l'ONU ha invitato singoli individui, gruppi, associazioni, organizzazioni ed enti a sottoporre pareri per dare forma al Global Digital Compact. I pareri ricevuti contribuiranno alla formazione del testo dell'accordo, che si programma avvenga nel 2024 durante il Summit of the Future.

## Aspetti principali
Il Global Digital Compact mira a riunire governi, soggetti del settore privato, società civile e altri parti interessate a collaborare per affermare un insieme di principi e obiettivi. Alcuni degli aspetti principali includono:
1. Connettività: Assicurare a tutte le persone, incluse le scuole, l'accesso a internet e agli strumenti digitali per l'interconnessione e la prosperità socio-economica.
2. Frammentazione di Internet: Evitare la divisione e frammentazione di Internet al fine di mantenere lo spazio digitale globale unito.
3. Protezione dei dati: Fornire agli individui la facoltà di scelta a proposito di come concedere l'utilizzo dei propri dati e come verrà rispettata la propria privacy.
4. Diritti Umani online: Applicare i principi dei diritti umani anche nell'ambito digitale, includendo così libertà d'espressione, privacy e protezione da contenuti discriminatori e ingannevoli.
5. Regolamentazione dell'intelligenza artificiale: Promuovere uno sviluppo e un uso etico dell'intelligenza artificiale allineato con valori globali condivisi.
6. Beni comuni digitali: Riconoscere le tecnologie digitali come un bene comune globale e incentivare il loro sviluppo e uso a favore del beneficio di tutti.

## Relazione con altre iniziative
Il Global Digital Compact è collegato ad altre attività internazionali, come gli Obiettivi di sviluppo sostenibile (SDG), nonché le linea guida del Segretario Generale dell'ONU sulla Cooperazione Digitale e la Partner2Connect Digital Coalition.